# Article cinc de la Constitució dels Estats Units
L'article V de la Constitució dels Estats Units descriu el procés mitjançant el qual la Constitució pot ser modificada pel Congrés dels Estats Units o per una convenció nacional mitjançant la sol·licitud, d'almenys, dues terceres parts dels estats.

## Text
El text de l'article cinc de la constitució dels Estats Units diu així:
| « | (català) El Congrés, quan sigui que dos terços de les dues Cambres ho considerin necessari, proposarà esmenes a aquesta Constitució, o, a requisició de les Assemblees Legislatives de dos terços dels diversos estats, convocarà una Convenció perquè proposi esmenes, les quals, en qualsevol cas, seran vàlides per a tot intent i propòsit, com a part d'aquesta Constitució, un cop ratificades per les assemblees legislatives de tres quarts dels estats, o per Convencions en tres quarts dels mateixos, segons una o altra manera de ratificació sigui proposat pel Congrés; considerant que cap esmena que sigui feta abans de l'any mil vuit-cents vuit podrà afectar de cap manera a les clàusules primera i quarta de la novena secció de l'article primer; i que cap Estat, sense el seu consentiment, serà privat de la seva mateixa sufragi al Senat. | (anglès) The Congress, whenever two thirds of both Houses shall deem it necessary, shall propose Amendments to this Constitution, or, on the Application of the Legislatures of two thirds of the several States, shall call a Convention for proposing Amendments, which, in either Case, shall be valid to all Intents and Purposes, as part of this Constitution, when ratified by the Legislatures of three fourths of the several States, or by Conventions in three fourths thereof, as the one or the other Mode of Ratification may be proposed by the Congress; Provided that no Amendment which may be made prior to the Year One thousand eight hundred and eight shall in any Manner affect the first and fourth Clauses in the Ninth Section of the first Article; and that no State, without its Consent, shall be deprived of it's equal Suffrage in the Senate. | » |

## La proposta
Si almenys dos tercers parts de les legislatures d'Estats ho sol·liciten, el Congrés ha de convocar una convenció per proposar una esmena constitucional. Aquest tipus de convenció mai ha succeït.

## Ratificació
Després de la proposta oficial, una esmena constitucional ha de ser ratificada per les legislatures de, o per convencions dins de, almenys tres quartes parts dels estats.